# 張玘 (天順四年進士)
張玘（1419年—？），字士玉，河南懷慶府修武縣人，明朝政治人物。進士出身。

## 生平
景泰元年（1450年）庚午科河南鄉試第八十六名。天順四年（1460年）庚辰科會試第七十二名，殿試登進士第三甲第七名。

## 家族
曾祖父張仁美。祖父張繼祖。父亲張贇。